# Koishikawa Yojosho

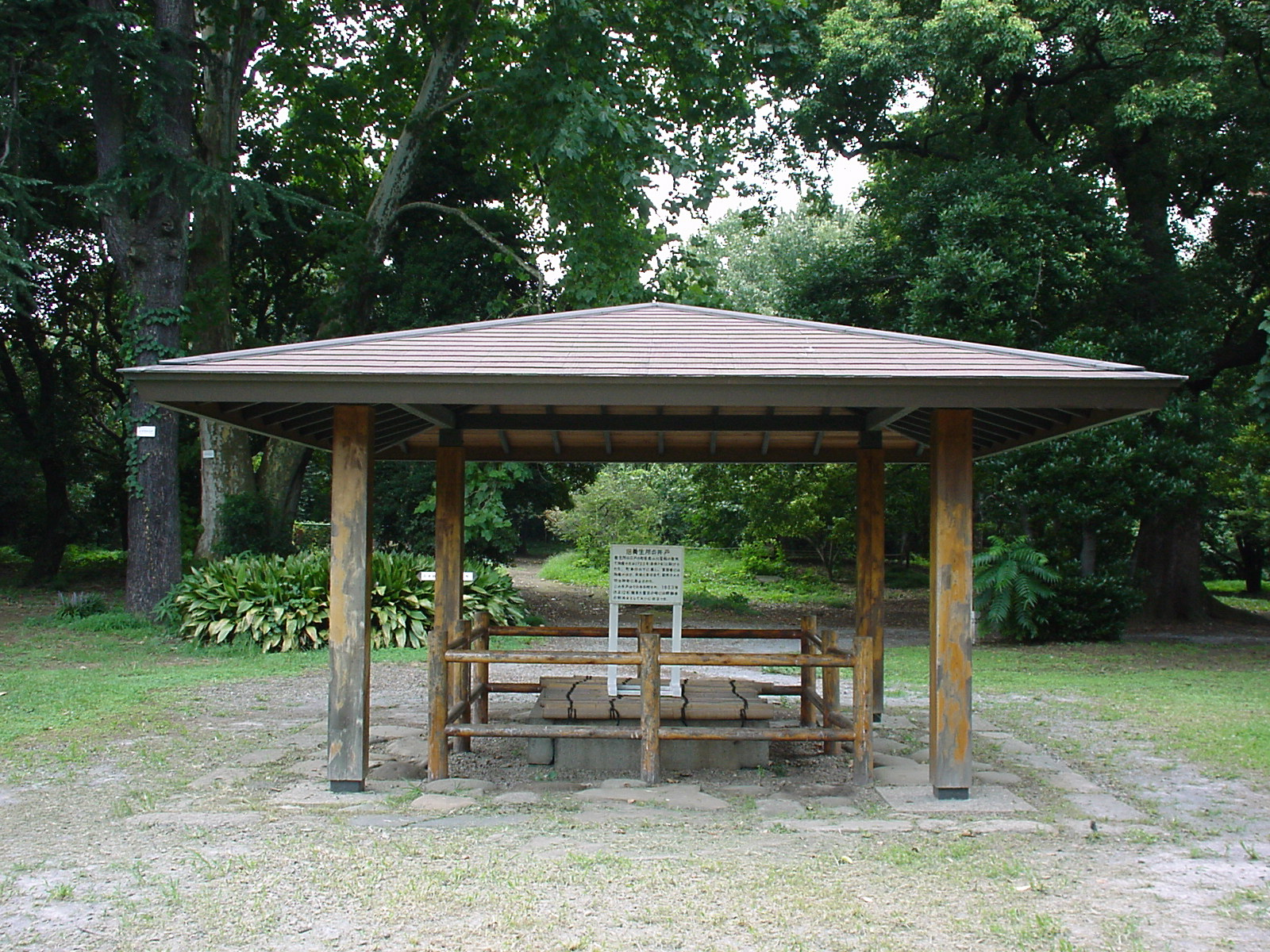
Koishikawa Yojosho

Il Koishikawa Yojosho è stato un ospedale giapponese situato a Koishikawa, Edo, in quello che ora è il comune Bunkyō della Tokyo del Giappone moderno.
L'ospedale fu fondato nel 1722 dallo shogun Tokugawa Yoshimune nei giardini delle erbe di quello che oggi è il giardino botanico di Koishikawa su suggerimento del medico di città Ogawa Shosen. L'ospedale offriva i suoi servizi solo agli indigenti. Alla fine fu unito alla scuola medica dell'Università di Tokyo.